# Сурань (комуна)
Сурань, Сурані (рум. Surani) — комуна у повіті Прахова в Румунії. До складу комуни входять такі села (дані про населення за 2002 рік):
- Пекурі (127 осіб)
- Сурань (1741 особа)

Комуна розташована на відстані 84 км на північ від Бухареста, 31 км на північний схід від Плоєшті, 146 км на захід від Галаца, 68 км на південний схід від Брашова.

## Населення
За даними перепису населення 2002 року у комуні проживали 1868 осіб, усі — румуни. Усі жителі комуни рідною мовою назвали румунську.
Склад населення комуни за віросповіданням:
| Релігія       | Кількість осіб | Відсоток |
| ------------- | -------------- | -------- |
| православні   | 1685           | 90,2%    |
| п'ятдесятники | 145            | 7,8%     |
| адвентисти    | 25             | 1,3%     |